# Fait accompli
Fait accompli (с фр. «свершившийся факт») — термин, используемый для обозначения международной политики ряда государств, действующих в обход международно-правовых норм с целью создания  такой ситуации, при которой то либо иное событие будет принято как свершившийся факт без возможности возврата произошедшего в первоначальное своё состояние.
Как правило, политика fait accompli применяется к отношениям, связанным с односторонними территориальными изменениями, когда одно государство приращивает свою территорию за счёт другого в отсутствие согласия этого государства (территории) и остального мирового сообщества. При этом государство, лишившееся территории, не осуществляло эффективный контроль над ней (failed state). Такая территория в последующем заселяется населением оккупировавшего государства, возводятся объекты инфраструктуры, и она контролируется им в течение длительного периода времени, вследствие чего устанавливается фактический суверенитет над территорией. При этом юридически суверенитет за таким государством не признаётся, но вместе с тем признаётся, что такие изменения носят характер свершившегося факта, с которым нельзя не считаться. Поэтому в международной практике такой свершившийся факт принимается во внимание при  выстраивании между государствами дальнейших политических отношений.
Также данная концепция находит своё применение в случае, когда имеется явное нарушение межгосударственных договорённостей, но в связи с невозможностью изменить случившееся такие обстоятельства сторонами признаются в качестве свершившегося факта (например, строительство военных баз, размещение войск при несогласии какого-либо третьего государства, расширение военно-политических союзов, ядерные программы стран и др.).
Больше всего критике за проведение политики fait accompli подвергается Израиль, которым были возведены свои поселения на оккупированных палестинских территориях.
Некоторые исследователи и комментаторы, а также президент Чехии Милош Земан, полагают, что осуществлённая в 2014 году аннексия Крыма также является свершившимся фактом (fait accompli).